# Hans Lunding
Hans Lunding est un cavalier danois né le 25 février 1899 et mort le 5 avril 1984.

## Carrière
Sa carrière amateur est principalement marquée par une médaille de bronze remportée aux Jeux olympiques de Berlin en 1936 en concours complet individuel.
Durant la Seconde Guerre mondiale, il a été déporté par l'Allemagne nazie au camp de concentration de Flossenbürg. Le 9 avril 1945, il y a été témoin de l'exécution de l'amiral allemand Wilhelm Canaris.